# Johanne Dybwad
Johanne Dybwad (Christiana, 2 agosto 1867 – Oslo, 4 marzo 1950) è stata un'attrice teatrale e produttrice teatrale norvegese.

## Biografia
Figlia degli attori Matthias Juell e Johanne Regine Elvin, Johanne Juell nacque ad Olso nel 1867 e, rimasta orfana di madre a quattordici anni, si trasferì a Bergen da una zia. Fece lì il suo debutto sulle scene nel 1887, al Den Nationale Scene, nella commedia Gertrude eller den lille skat. Subito dopo interpretò Nora in Casa di bambola, un ruolo già interpretato dalla madre, la prima attrice norvegese a sostenere la parte.
La consacrazione arrivò nel 1888 con il ruolo di Fanchon nell'opera Ed Liden Hex di Carlotta Birch-Pfeiffer. Il ruolo segnò il suo debutto al Kristiana Theatre, le cui scene calcò regolarmente fino al 1899, quando si unì al neo-fondato Nationaltheatret. Al Kristiana Theatre interpretò settantasei ruoli, affermandosi come una delle maggiori attrici teatrali della Scandinavia. Il suo repertorio annoverava i grandi ruoli ibseniani e di altri autori compatrioti quali Biørnson, Lie, Hamsun e Heiberg, nonché le eroine del teatro romantico francese, del teatro classico e di quello shakespeariano. Attiva anche sulle scene internazionali, recitò a Copenaghen (1903), Berlino (1907) e Parigi (1937).  
Nei primi anni del XX secolo, cominciò ad affiancare alle sue apparizioni sulle scene anche il ruolo di produttrice, producendo ed interpretando una quarantina di allestimenti, tra i quali Pelléas et Mélisande (1906), Medea (1918) e Maria Stuarda (1929). Nel novembre 1947 celebrò il suo sessantesimo anniversario dal debutto sulle scene con una rappresentazione di Peer Gynt, al termine della quale ricevette la Gran Croce dell'Ordine reale norvegese di Sant'Olav; diede il suo addio alle scene un mese più tardi.
Sposata con Vilhelm Dybwad dal 1891 al 1916, fu la madre dell'avvocato Nils Juell Dybwad. Morì ottantaduenne nel 1950 e fu sepolta al Vår Frelsers gravlund.